# Kashkamīr-e ‘Olyā
Kashkamīr-e ‘Olyā (persiska: کشکمیر علیا) är en ort i Iran.   Den ligger i provinsen Kermanshah, i den nordvästra delen av landet, 400 km väster om huvudstaden Teheran. Kashkamīr-e ‘Olyā ligger 2 044 meter över havet och antalet invånare är 136.
Terrängen runt Kashkamīr-e ‘Olyā är kuperad. Runt Kashkamīr-e ‘Olyā är det ganska tätbefolkat, med 185 invånare per kvadratkilometer. Närmaste större samhälle är Kāmyārān, 16,4 km sydväst om Kashkamīr-e ‘Olyā. Trakten runt Kashkamīr-e ‘Olyā består i huvudsak av gräsmarker.